# Der Europäer
Der Europäer ist eine vom Perseus Verlag Basel herausgegebene Monatsschrift auf der Grundlage der Geisteswissenschaft Rudolf Steiners, die Symptomatisches aus Politik, Kultur und Wirtschaft im aktuellen Zeitgeschehen beleuchtet. Die Zeitschrift wurde im November 1996 begründet. Chefredakteur ist Thomas Meyer. Seit März 2015 existiert eine englische Version der Zeitschrift mit dem Namen The Present Age, wobei die Inhalte der Zeitschriften nicht immer deckungsgleich sind.